# Avon (Carolina del Nord)
Avon è una comunità priva di personalità giuridica, e quindi indicata solo ai fini statistici di un censimento (un census-designated place o CDP), degli Stati Uniti d'America, situata nello stato della Carolina del Nord, nella contea di Dare.